# Jayvaden Anupchand Shah
Jayvaden Anupchand Shah fue un diplomático indio.
- Fue hijo de Manek Shah y Anupchand M. Shah.
- Fue miembro del Middle Temple.
- De 1933 a abril de 1949 fue abogado en Mumbay.
- En abril de 1949 entró al servicio de la exterior y fue asignado secretario de embajada de primera clase en Roma.
- De agosto de 1950 a enero de 1951 fue secretario de embajada der primera classe en Río de Janeiro.
- En enero de 1951 fue asignado Ministro Plenipotenciario para la ocasión de la inauguración del presidente Getulio Vargas y fungió como Encargado de negocios.
- De 14 de septiembre de 1954 a 1955 fue secretario de primera clase en Teherán.
- De 14 de enero de 1961 a 26 de noviembre de 1961 fue embajador en Antananarivo (Madagascar).[1]